# Aktion Genesis
Die Aktion Genesis war eine von der Polizei und Justiz des Kantons Zürich und weiterer Kantone der Schweiz zwischen September 2002 und Mai 2004 durchgeführte Aktion gegen den Besitz illegaler Pornografie in Form von Bild-Dateien, die aufgrund von Interpol-Informationen über die Verwendung von Kreditkarten vom Bundesamt für Polizei ausgelöst wurde.
Über 1300 verdächtige Personen aus allen Bevölkerungsschichten wurden im Rahmen dieser Aktion 2002 in mehreren Kantonen überprüft. Die Anzahl der Hausdurchsuchungen belief sich auf 36. Es kam zu insgesamt 320 Strafanzeigen, jedoch wurden 191 Verfahren wieder eingestellt. Im Kanton Zürich wurden 124 Personen verurteilt, fast alle von ihnen zu einer Geldbusse, nur zehn oder weniger zusätzlich zu einer bedingten Freiheitsstrafe von maximal drei Wochen. Mit einer einzigen Ausnahme konnte den Verurteilten nur der Besitz, jedoch nicht die Weiterleitung der illegalen Bilddateien nachgewiesen werden. Neben Kinderpornografie bestanden die illegalen Bild-Dateien zu einem beträchtlichen Teil aus Tier- und Gewaltpornografie.
Für die pädagogisch Tätigen unter den Verurteilten (Lehrer, Erzieher usw.) besteht in Zukunft ein De-facto-Berufsverbot: Es wird ihnen das Fähigkeitszeugnis entzogen und die Erziehungsdirektionen der anderen Kantone werden darüber informiert, so dass die Verurteilten auch in anderen Kantonen keine Anstellung in diesem Bereich mehr finden können.
Konsumentenschützer zeigten sich besorgt über die Auswertung der Kreditkartendaten durch die Bundesbehörden, da sie Bedenken wegen des Datenschutzes hatten.

## Untersuchung der Vereinigten Staaten
Zwischen 1999 und 2001 wurde nach einem Hinweis in den USA eine Untersuchung gegen Landslide Productions Inc., ein in Texas ansässiges Online-Pornografieportal, das von Thomas und Janice Reedy betrieben wurde, durchgeführt. Das Portal wurde dafür gefunden, Zugang zu Kinderpornografie zu bieten, und die Reedys wurden im August 2001 wegen des Handels mit Kinderpornografie verurteilt. Nach der Untersuchung und Verurteilung wurde „Operation Avalanche“ in den USA ins Leben gerufen, um Benutzer von Kinderpornografie, die in der Landslide-Datenbank identifiziert wurden, aufzuspüren und strafrechtlich zu verfolgen. Zusätzlich wurde die Website kurzzeitig vom FBI als Teil einer Sting-Operation betrieben, um neue Verdächtige zu fassen. Das FBI gab auch Identitäten aus der Landslide-Datenbank an die Polizeiorganisationen anderer Länder weiter, einschließlich 7.272 Namen an das Vereinigte Königreich.